# 高升大佛
高升大佛位於四川省資陽市安岳縣高升鄉，文物遺址年代判定為唐、宋。2002年12月27日公佈為四川省第六批省級文物保護單位。